# Humble drame
Humble Drame est une nouvelle de Guy de Maupassant, parue en 1883.

## Historique
Humble Drame est initialement publiée dans la revue Gil Blas du 2 octobre 1883, sous le pseudonyme Maufrigneuse.
L'histoire est très proche de la nouvelle Rencontre, parue en 1882 : seul diffèrent le lieu, l'Auvergne au lieu de la Côte d'azur, et la description des personnages.

## Résumé
Le narrateur, en voyage en Auvergne, grimpe au Sancy et remarque dans l’auberge où il déjeune, une vieille femme sèche et ridicule. Il la croise à nouveau le lendemain. Elle pleure à chaudes larmes et lui raconte son histoire : un fils unique qu’elle aime trop, son mari qui impose que le garçon parte en pension à huit ans, elle qui ne le voit plus que quatre fois par an et considère qu’on lui a volé l’enfance de son fils.
Son mari meurt, puis ses deux sœurs, elle vit désormais seule. Son fils s’est mariée avec une anglaise qui n’aime pas sa belle-mère, elle ne l’a revu qu’une fois depuis son mariage, elle erre seule comme un chien perdu.

## Éditions
- Humble Drame, dans Misti, recueil de vingt nouvelles de Maupassant, Éditions Albin Michel, Le Livre de poche n° 2156, 1967.
- Humble Drame, Maupassant, contes et nouvelles, texte établi et annoté par Louis Forestier, Bibliothèque de la Pléiade, éditions Gallimard, 1974  (ISBN 978 2 07 010805 3).